# Darío Óscar Scotto
Darío Óscar Scotto és un exfutbolista argentí. Va néixer a Buenos Aires l'1 de setembre de 1969.
Va començar la seua carrera amb Platense el 1987, destacant com a golejador, junt al seu company Diego Latorre. El 1993 passa per l'Sporting de Gijón de la lliga espanyola, i als pocs mesos marxa al Necaxa mexicà.
Retorna al seu país per jugar amb Rosario Central i Boca Juniors, que el seguirien Gimnasia y Tiro i Argentinos Juniors. Al final de la seua carrera va militar al Paraguai, Xile i Bolívia.